# Vinkelprytt rörfly
Vinkelprytt rörfly (Phragmatiphila nexa) är en fjärilsart som först beskrevs av Jacob Hübner 1808.  Vinkelprytt rörfly ingår i släktet Phragmatiphila, och familjen nattflyn. Enligt den finländska rödlistan är arten nära hotad i Finland. Enligt den svenska rödlistan är arten sårbar i Sverige. Arten förekommer i Götaland och Svealand. Artens livsmiljö är strandängar vid sötvatten.